# Омарабад (Марказі)
Омарабад (перс. عمراباد) — село в Ірані, у дегестані Мошкабад, у Центральному бахші, шахрестані Ерак остану Марказі. За даними перепису 2006 року, його населення становило 948 осіб, що проживали у складі 294 сімей.

## Клімат
Середня річна температура становить 13,73°C, середня максимальна – 33,09°C, а середня мінімальна – -9,50°C. Середня річна кількість опадів – 239 мм.
| Клімат поселення                              | Клімат поселення | Клімат поселення | Клімат поселення | Клімат поселення | Клімат поселення | Клімат поселення | Клімат поселення | Клімат поселення | Клімат поселення | Клімат поселення | Клімат поселення | Клімат поселення | Клімат поселення |
| Показник                                      | Січ.             | Лют.             | Бер.             | Квіт.            | Трав.            | Черв.            | Лип.             | Серп.            | Вер.             | Жовт.            | Лист.            | Груд.            |                  |
| Середній максимум, °C                         | 9,11             | 11,63            | 17,00            | 22,58            | 26,71            | 32,63            | 33,09            | 31,74            | 27,91            | 22,08            | 15,75            | 9,30             |                  |
| Середня температура, °C                       | −0,2             | 2,31             | 7,70             | 13,28            | 17,41            | 23,31            | 26,60            | 25,23            | 21,41            | 15,60            | 9,26             | 2,80             |                  |
| Середній мінімум, °C                          | −9,5             | −6,98            | −1,61            | 3,98             | 8,10             | 14,00            | 20,10            | 18,74            | 14,91            | 9,09             | 2,76             | −3,68            |                  |
| Норма опадів, мм                              | 37               | 36               | 43               | 29               | 21               | 2                | 1                | 1                | 0                | 10               | 24               | 35               |                  |
| Середньомісячна швидкість вітру, м/с          | 2.06             | 2.10             | 2.60             | 2.90             | 2.70             | 2.58             | 2.62             | 2.40             | 2.20             | 2.08             | 1.93             | 1.39             |                  |
| Середньомісячна сонячна радіація, кДж/м²·день | 9180             | 12704            | 15221            | 18564            | 22536            | 26773            | 25876            | 24201            | 21107            | 15749            | 11156            | 9138             |                  |
| --------------------------------------------- | ---------------- | ---------------- | ---------------- | ---------------- | ---------------- | ---------------- | ---------------- | ---------------- | ---------------- | ---------------- | ---------------- | ---------------- | ---------------- |
| Джерело:                                      |                  |                  |                  |                  |                  |                  |                  |                  |                  |                  |                  |                  |                  |